# Herbert Lom
Herbert Lom, nascido Herbert Charles Angelo Kuchacevich von Schluderbacheru (Praga, 11 de setembro de 1917 — Londres, 27 de setembro de 2012) foi um ator checo, naturalizado inglês, cuja carreira se expandiu por mais de 6 décadas. É principalmente conhecido e lembrado pelo papel do comissário Charles Dreyfus, o insano chefe do Inspetor Closeau. 
Faleceu durante o sono em Londres, 27 de Setembro de 2012 aos 95 anos.

## Filmografia
- 1937 – Zena pod krízem
- 1938 – Bozí mlýny
- 1942 – The Young Mr. Pitt
- 1942 – Secret Mission
- 1943 – Tomorrow We Live
- 1943 – The Dark Tower
- 1944 – Hotel Reserve
- 1945 – The Seventh Veil
- 1946 – Dual Alibi
- 1946 – Night Boat to Dublin
- 1946 – Appointment with Crime
- 1948 – Snowbound
- 1948 – Good-Time Girl
- 1948 – Portrait from Life
- 1948 – Brass Monkey
- 1949 – The Lost People (Não creditado)
- 1950 – Golden Salamander
- 1950 – Night and the City
- 1950 – State Secret
- 1950 – The Black Rose
- 1950 – Cage of Gold
- 1951 – Whispering Smith Hits London
- 1951 – Hell Is Sold Out
- 1951 – Two on the Tiles
- 1951 – BBC Sunday-Night Theatre: Night of the Fourth – TV episode
- 1952 – Mr. Denning Drives North
- 1952 – The Ringer
- 1952 – The Man Who Watched Trains Go By
- 1953 – The Net
- 1953 – Rough Shoot
- 1954 – The Love Lottery
- 1954 – Star of India
- 1954 – Beautiful Stranger
- 1955 – The Wrong Widget
- 1955 – The Ladykillers (br.: Matadores de velhinhas)
- 1956 – War and Peace
- 1956 – The Errol Flynn Theatre: The Girl in Blue Jeans – TV episode
- 1956 – The Errol Flynn Theatre: The Sealed Room – TV episode
- 1957 – Fire Down Below
- 1957 – Hell Drivers
- 1957 – Action of the Tiger
- 1958 – Chase a Crooked Shadow
- 1958 – I Accuse!
- 1958 – Intent to Kill
- 1958 – The Roots of Heaven (br.: Raízes do céu)
- 1958 – Passport to Shame
- 1959 – No Trees in the Street
- 1959 – The Big Fisherman (br.: O grande pescador)
- 1959 – North West Frontier
- 1959 – Third Man on the Mountain (br.: O terceiro homem na montanha)
- 1960 – I Aim at the Stars
- 1960 – Spartacus
- 1961 – Mr. Topaze
- 1961 – Mysterious Island (br.: A ilha misteriosa)
- 1961 – The Frightened City
- 1961 – El Cid
- 1962 – The Phantom of the Opera (br.: O fantasma da ópera)
- 1962 – Tiara Tahiti (br.: O aventureiro do Pacífico)
- 1962 – Der Schatz im Silbersee (br.: O tesouro dos renegados)
- 1963 – Disneyland: The Horse Without a Head: The Key to the Cache – TV episode
- 1963 – Disneyland: The Horse Without a Head: The 100,000,000 Franc Train Robbery – TV episode
- 1964 – A Shot in the Dark (br.: Um tiro no escuro)
- 1963 – The Human Jungle – Série de Televisão (1963/1964)
- 1965 – Onkel Toms Hütte (br.: A cabana do pai Tomás)
- 1965 – Return from the Ashes (br.: De volta das cinzas)
- 1966 – Our Man in Marrakesh
- 1966 – Gambit (br.: Como possuir Lissu)
- 1967 – Die Nibelungen, Teil 2 - Kriemhilds Rache
- 1967 – The Man from U.N.C.L.E.: The Five Daughters Affair: Part I – TV episode
- 1967 – The Man from U.N.C.L.E.: The Five Daughters Affair: Part II – TV episode
- 1968 – Villa Rides (br.: Villa, o caudilho)
- 1968 - The Face of Eve
- 1968 – Assignment to Kill
- 1969 – Mister Jerico (TV)
- 1969 – Der heiße Tod
- 1969 – Doppelgänger (br.: Odisséia para além do sol)
- 1970 – Hexen bis aufs Blut gequält
- 1970 – Nachts, wenn Dracula erwacht
- 1970 – Dorian Gray
- 1971 – Hawaii Five-O: Highest Castle, Deepest Grave – TV episode
- 1971 – Murders in the Rue Morgue
- 1972 – Asylum
- 1973 – Dark Places
- 1973 – ... And Now the Screaming Starts!
- 1974 – Ein Unbekannter rechnet ab
- 1975 – The Return of the Pink Panther
- 1976 – The Pink Panther Strikes Again
- 1977 – Charleston
- 1978 – Revenge of the Pink Panther
- 1979 – The Lady Vanishes
- 1980 – The Man with Bogart`s Face
- 1980 – Hopscotch
- 1981 – Peter and Paul – Minisérie (TV)
- 1982 – BBC Play of the Month: I Have Been Here Before – TV episode
- 1982 – Trail of the Pink Panther
- 1983 – Curse of the Pink Panther
- 1983 – The Dead Zone
- 1984 – Lace  (TV)
- 1984 – Memed My Hawk
- 1985 – King Solomon`s Mines
- 1986 – Whoops Apocalypse
- 1987 – Skeleton Coast
- 1987 – Scoop  (TV)
- 1987 – Dragonard
- 1987 – Going Bananas
- 1988 – The Crystal Eye
- 1989 – Master of Dragonard Hill
- 1989 – Ten Little Indians
- 1989 – River of Death
- 1991 – La setta
- 1991 – The Pope Must Die
- 1991 – Masque of the Red Death
- 1993 – Son of the Pink Panther
- 1994 – The Detectives: Dutch Cops
- 2004 – Marple: The Murder at the Vicarage (TV)